# Leptodeira nigrofasciata
Espèce
Synonymes
- Leptodeira mystacina Cope, 1869

Statut de conservation UICN

 LC  : Préoccupation mineure
Leptodeira nigrofasciata  est une espèce de serpents de la famille des Dipsadidae.

## Répartition
Cette espèce se rencontre :
- au Mexique dans l'État du Guerrero ;
- au Guatemala ;
- au Honduras ;
- au Salvador ;
- au Nicaragua ;
- au Costa Rica ;
- au Panama.

## Publication originale
- Günther, 1868 : Sixth account of new species of snakes in the collection of the British Museum. Annals and Magazine of Natural History, sér. 4, vol. 1, p. 413-429 (texte intégral).